# Victoriano Arenas Buenos Aires
Club Atlético Victoriano Arenas – argentyński klub piłkarski z siedzibą w mieście Avellaneda wchodzącym w skład zespołu miejskiego Buenos Aires.

## Osiągnięcia
- Mistrz V ligi argentyńskiej (Primera D Metropolitana) (2): 1990/91, Clausura 1995

## Historia
Victoriano Arenas założony został 2 stycznia 1928 roku. W 1998 roku klub przeszedł do historii, gdyż pierwszy raz w dziejach futbolu trenerem drużyny zawodowego klubu piłkarskiego została kobieta - Florencia Romano. Dziennikarska ankieta przeprowadzona w grudniu 2007 roku (gazeta Diario Olé) wykazała, że Victoriano Arenas ma więcej kibiców, niż takie kluby jak Arsenal Sarandi, Los Andes czy El Porvenir.